# آی‌اچ‌آی کورپوریشن ایکس‌اف۵
آی‌اچ‌آی کورپوریشن ایکس‌اف۵ (به انگلیسی: IHI Corporation XF5) یک موتور هواگرد ساختِ کارخانهٔ آی‌اچ‌آی در کشور ژاپن است.